# Alexandr Mokin
Alexandr Mokin (Şımkent, 19 juni 1981) is een Kazachse voetballer die dienstdoet als doelman. Hij verruilde in 2011 FC Ordabasy voor Sjachtjor Karaganda. Hij debuteerde op 29 januari 2005 in het Kazachs voetbalelftal in een vriendschappelijke wedstrijd uit tegen Japan (4-0 nederlaag). Die wedstrijd debuteerden ook Yegor Azovskiy, Maksat Bayzhanov, Sergey Larin, Maksim Azovskiy, Kayrat Utabaev en Pyraly Aliyev.
Mokin debuteerde in 1999 in het betaald voetbal in dienst van FC Ordabasy. Daar keerde hij na dienstverbanden bij Astana-1964 FK, Oqjetpes FK Kökşetaw (op huurbasis), Ordabası FK Şımkent (op huurbasis) en FC Alma-Ata (op huurbasis) in 2009 terug. Mokin verliet Ordabasy in 2011 opnieuw om voor Sjachtjor Karaganda uit te gaan komen.